# Perissosoma aenescens
Perissosoma aenescens är en skalbaggsart som beskrevs av Waterhouse 1875. Perissosoma aenescens ingår i släktet Perissosoma och familjen Melolonthidae. Inga underarter finns listade i Catalogue of Life.